# Five Finger Death Punch
Five Finger Death Punch (FFDP, 5FDP nebo Death Punch) je americká metalová kapela z Las Vegas. Skupinu Five Finger Death Punch založil Zoltan Bathory. K němu se připojil Jeremy Spencer, který reagoval na inzerát Bathoryho, jenž hledal bubeníka. Duo si okamžitě padlo do noty a v roce 2006 se k nim připojili Matt Snell (bývalý baskytarista) a Ivan Moody. Ještě téhož roku bylo nahráno album The Way of Fist.
Debutové album Way of the Fist se hned po vydání v roce 2007 setkalo s rychlým úspěchem a prodejem před 500.000 kopií ve Spojených státech. Od 30. července do 2. září 2007 se 5FDP vydali na své první velké turné. Vystupovali jako jeden z předskokanů na turné Family Values Tour skupiny Korn. 
Následující album War Is the Answer (2009) bylo ještě úspěšnější. Prodalo se 1.000.000 kusů a bylo označeno jako platinové.  
Své třetí studiové album začala kapela nahrávat v listopadu 2010 ve studiu The Hideout v Las Vegas v Nevadě. V prosinci 2010 odešel z kapely baskytarista Matt Snell a v červnu 2011 byl oznámen příchod Chrise Kaela jako Snellovy náhrady. Třetí album skupiny vyšlo 11. října 2011 pod názvem American Capitalist. Na podporu alba American Capitalist vyrazili Five Finger Death Punch od 16. října do 14. prosince 2011 na turné "Share the Welt", na kterém je podpořili All That Remains, Hatebreed a Rains. Následné turné "Furious and Deadly", se konalo od 23. března do 12. dubna 2012 za podpory kapel Soulfly, Windowpane a Persist.
1. května 2013 Five Finger Death Punch oznámili vydání svých dalších dvou studiových alb pod společným názvem The Wrong Side of Heaven a the Righteous Side of Hell, přičemž první díl vyšel 30. července a druhý díl 19. listopadu.
Dne 2. května 2015 skupina na své oficiální stránce na Facebooku zveřejnila název svého šestého alba Got Your Six a také upoutávku na novou píseň s názvem "Ain't My Last Dance". Album vyšlo 4. září. V roce 2015 5FDP také vyrazili na společné severoamerické turné s Papa Roach.
První kompilační album, které Five Finger Death Punch vydali se jmenuje Decade of Destruction. Vyšlo 1. prosince 2017 u vydavatelství Prospect Park.
F8 je osmé studiové album, které vyšlo 28. února 2020 u Better Noise Records. Jedná se o první album Five Finger Death Punch, na kterém se podílel bubeník Charlie Engen, který se ke kapele připojil po odchodu zakládajícího bubeníka Jeremyho Spencera.  
V říjnu 2020 vydala skupina své druhé kompilační album největších hitů s názvem A Decade of Destruction Volume 2. V tu dobu rovněž potvrdili odchod kytaristy Jasona Hooka a oznámili, že se ke kapele připojí renomovaný britský kytarista Andy James (který Hooka zastoupil na turné Megadeathpunch v roce 2020) jako jeho náhrada. 
V dubnu 2022 současně s vydáním singlu AfterLife kapela ve stejný den založila oficiální fanklub Five Finger Death Punch. Fanoušci, kteří jsou členy fanklubu, mají exkluzivní první přístup k předprodeji vstupenek na nadcházející koncerty, stejně jako přístup k exkluzivním novinkám a zcela nové komunitě fanoušků. Fanklub je k dispozici jako samostatná aplikace v obchodech s aplikacemi Apple, Android a Google Play. 
V srpnu 2022 vydali Five Finger Death Punch u Better Noise své deváté studiové album AfterLife.
Zdroj informací www.fivefingerdeathpunch.co.uk 

## Členové kapely
V současné době (konec roku 2023) hrají v tomto složení:
Ivan Moody - zpěv 
Zoltan Bathory - kytara 
Andy James - kytara / od roku 2020
Chris Kael - baskytara / od roku 2011 
Charlie Engen - bicí / od roku 2018

## Dřívější členové
- Caleb Andrew Bingham – hlavní kytara, pomocné vokály (2005–06)
- Matt Snell – baskytara, pomocné vokály (2005–10)
- Darrell Roberts – hlavní kytara, pomocné vokály (2006–09)
- Jeremy Spencer - bicí (2005 - 2018)
- Jason Hook – hlavní kytara, pomocné vokály (2009–2020)

Záskok za Ivana
- Philip Labonte – zpěv (2016)[1]
- Tommy Vext – zpěv (2017)[2]

Časová osa

## Diskografie
- The Way of the Fist (2007)
- War Is the Answer (2009)
- American Capitalist (2011)
- The Wrong Side of Heaven and the Righteous Side of Hell, Volume 1 (2013)
- The Wrong Side of Heaven and the Righteous Side of Hell, Volume 2 (2013)
- Got Your Six (2015)
- And Justice for None (2018)
- F8 (2020)
- Afterlife (2022)

Kompilační alba

- A Decade of Destruction (2017)
- A Decade of Destruction, Volume 2 (2020)

## Ocenění
Revolver Golden Gods Awards
- 2012 || Jeremy Spencer || Nejlepší bubeník ||
- 2014 || Chris Kael || Nejlepší basák ||
- 2014 || Lift Me Up || Skladba roku ||

Metal Hammer Golden Gods Awards
- 2009 || Five Finger Death Punch || Nejlepší nová kapela ||
- 2010 || Five Finger Death Punch || Největší průlom ||
- 2010 || Zoltan Bathory || Nejlepší drtič ||

Radio Contraband Rock Radio Awards
- 2011 || Five Finger Death Punch || Nezávislý umělec roku ||
- 2012 || Five Finger Death Punch || Nezávislý umělec roku ||
- 2012 || American Capitalist || Album roku ||
- 2012 || Coming Down || Skladba roku ||
- 2013 || Five Finger Death Punch || Nezávislý umělec roku||
- 2014 || Five Finger Death Punch || Nezávislý umělec roku ||
- 2014 || Wrong Side of Heaven || Klip roku ||

Bandit Rock Awards
- 2014 || The Wrong Side of Heaven... || Nejlepší mezinárodní album ||
- 2014 || Five Finger Death Punch || Nejlepší mezinárodní kapela ||
- 2016 || Five Finger Death Punch || Nejlepší mezinárodní umělec ||

Loudwire Music Awards
- 2014 || Wrong Side of Heaven || Nejlepší rockové video ||
- 2015 || Jeremy Spencer || Nejlepší bubeník ||

SiriusXM Octane Music Awards
- 2015 || Five Finger Death Punch || Umělec roku ||